# Dès le début
Der Friedensappell Papst Benedikts XV. vom 1. August 1917, nach den französischen Anfangsworten des Apostolischen Schreibens auch Dès le début (deutsch: „seit dem Beginn [Unseres Pontifikats]“) genannt, stellte den Höhepunkt, aber auch den erfolglosen Abschluss der Friedensbemühungen Papst Benedikts XV. im Ersten Weltkrieg dar.

## Hintergrund und Verlauf
Bereits in seiner Antrittsenzyklika Ad beatissimi Apostolorum principis von Allerheiligen 1914 hatte der Papst kategorisch das Ende dieser „entsetzlichen Abschlachterei“ gefordert. Die politischen Initiativen des Papstes blieben erfolglos, während seine humanitäre Hilfe des Öfteren wirksam werden konnte. In Istanbul hat ihm sogar der neu gegründete türkische Staat ein Denkmal errichtet: „Dem großen Hohenpriester während der weltweiten Tragödie, Benedikt XV., Wohltäter der Völker, ohne Unterschied der Nationalität oder der Religion, seiner Erinnerung des Orients gewidmet.“
Der Vatikan hatte bereits im Dezember 1916 eine Garantie über die Wiederherstellung Belgiens angeregt, aber Deutschland war nur zu Andeutungen in der belgischen Frage zu bewegen gewesen.
Der päpstliche Nuntius in München, Pacelli, unterbreitete Kanzler Georg Michaelis und Außenminister Arthur Zimmermann einen Friedensvorschlag, der die Rückgabe der deutschen Kolonien, die Räumung Belgiens und der besetzten Gebiete Frankreichs vorsah (24.–26. Juli 1917). Mit dem Zentrumspolitiker Matthias Erzberger wurde der Vorschlag am 25. Juli 1917 in Berlin besprochen.
Die endgültige Fassung stammt vom 1. August 1917, die formelle Überreichung erfolgte am 15. August. Diese sah vor: die „gegenseitige Rückgabe aller besetzten Gebiete, insbesondere vollständige Räumung Belgiens unter Sicherung seiner vollen politischen, militärischen und wirtschaftlichen Unabhängigkeit gegenüber jeder Macht sowie Rückgabe der deutschen Kolonien sowie die Prüfung der übrigen territorialen Fragen, z. B. zwischen Österreich-Ungarn und Italien, sowie zwischen Deutschland und Frankreich in versöhnlichem Geist und nach Maßgabe des Gerechten und Möglichen“. Er forderte darüber hinaus Abrüstung und eine effektive internationale Schiedsgerichtsbarkeit zur Vermeidung künftiger Kriege.
Aber Deutschland lehnte trotz heftigem Drängen des katholischen Österreich-Ungarns die Vermittlung des Papstes ab. Die offizielle deutsche Antwort von Mitte September 1917 an die Kurie ging über allgemein gehaltene Zustimmung und Friedensbeteuerungen daher nicht hinaus, konkrete Vorschläge oder Zugeständnisse in Einzelfragen wurden vermieden.
Zu den Gründen des friedenspolitischen Scheiterns gehört: Das Papsttum war seit dem Verlust des Kirchenstaates 1870 politisch isoliert. Frankreich hatte 1905 eine scharfe Trennung von Staat und Kirche durchgeführt, die der Papst nur allmählich mildern konnte. Das italienische Königreich hatte sich als Preis für seine Zuwendung zur Entente (den Alliierten) ausbedungen, dass der Papst von den künftigen Friedensverhandlungen ausgeschlossen wurde.
Jede Seite verdächtigte den Papst, heimlich auf der anderen Seite zu stehen (Georges Clemenceau: „le pape boche“). Der deutsche Episkopat hintertrieb das päpstliche Engagement mit der lakonischen Bemerkung des Kölner Kardinals Felix von Hartmann, der Papst habe nicht als oberster Hirte der Katholiken, sondern als völkerrechtlicher Souverän gesprochen.
In allen Ländern trat die ganz überwiegende Mehrzahl der Katholiken jeweils für die „gerechte Sache“ des Vaterlandes ein. Die niederschmetternde Ohnmachtserfahrung, die der Vatikan machen musste, führte zu weitreichenden Konsequenzen.
Im Kirchenrecht von 1917 (CIC) setzte Benedikt XV. eine klare Zentralisierung durch, die von seinen Nachfolgern noch fortgeführt wurde. Seit dem Apostolischen Schreiben „Dès le début“ integrierte das Papsttum das komplette Programm der seit ca. 1870 anwachsenden internationalen Friedensbewegung, allen wesentlichen Punkten nach, in die katholische Lehre. Seither fordern die Päpste im Anschluss an diese Linie:
1. ein wirksames internationales Völkerrecht, das zur Durchsetzung einer Schiedsgerichtsbarkeit befähigt sein muss,
2. Abrüstung und Zurückführung des Militärwesens auf das äußerste defensive Minimum,
3. die vollständige Überwindung des Krieges als Mittel der Politik (so vom II. Vatikanischen Konzil bestätigt).

Diese Leitlinie hat Papst Benedikt in seiner Enzyklika Pacem, Dei munus pulcherrimum von 1920 abermals bekräftigt und angesichts der Pariser Verträge bereits davor gewarnt, dass der Friede nicht von Dauer sein könnte.